# Arcologie

NOAH, Arcologie de La Nouvelle-Orléans, projet par Ahearn Schopfer and Associates

L'arcologie est la rencontre de l'architecture et de l'écologie dans l'aménagement des villes modernes. Par extension, une arcologie est un bâtiment issu de cette rencontre.

## Origine
La notion est théorisée par l'architecte Paolo Soleri. Ce système cherche à atteindre une alliance harmonieuse de l'architecture et de l'écologie dans des cités où l'utilisation de la troisième dimension (verticale) atteint une efficacité maximale, notamment en maximisant la surface des terrasses et des jardins exposés au soleil en créant des toits végétalisés, par exemple.
Selon son auteur, le développement de villes en hauteur réduirait sa surface à 2 % de la surface des villes actuelles. L'arcologie serait une alternative aux phénomènes de surconsommation et de gaspillage en proposant un mode de vie qui a pour but d'être plus efficace et intelligent.
En juillet 2022, l'Arabie Saoudite annonce la construction de The Line qui pourrait devenir la première arcologie jamais réalisée par l'Homme. Ce projet consiste en l'édification de deux gratte-ciel parallèles de 500 mètres de haut pour 170 km de longueur. Le projet annoncé en 2021 devait initialement prendre la forme d'une ville linéaire. 
Les travaux débutent en 2022 et devraient durer 50 ans.

## Dans les œuvres de fiction
La notion d’arcologie a été reprise dans des œuvres de science-fiction, notamment dans la littérature cyberpunk. Il s'agit alors d'un bâtiment monolithique (par exemple une énorme tour) entièrement autonome, c'est-à-dire dans laquelle on a recréé une écologie interne avec agriculture et cycles de l'eau, de l'air… La littérature cyberpunk, cependant, met moins en avant la pensée écologique, écosystémique, que l’immensité et la domination de ce qui reste le symbole de la toute-puissance et de la congestion urbaine. L'idée se rapproche des conceptions de bâtiments bioclimatiques.
Le roman Les Monades urbaines de Robert Silverberg décrit ce que pourrait être la vie dans des arcologies, (tours de 3 km de hauteur) avec comme limite que ces monades ne sont pas entièrement autonomes. Les produits alimentaires leur sont fournis par les communes agricoles environnantes en échange de biens manufacturés.
Dans le roman Hypérion de Dan Simmons, on fait référence aux arcologies (extrait : « … Nous préférons aller, avec nos amis, dans les arcologies de loisirs et de villégiature ou dans les boîtes de nuit du Retz… »). De même, dans la nouvelle Monsieur K. et la Cité de Métal (auteur : Laurent Kloetzer), l'action se déroule dans une arcologie.
On peut aussi citer la nouvelle Béni par un ange de Peter F. Hamilton dont l'action se déroule en partie dans une ville dominée par une arcologie : « Le soleil se couche doucement derrière l'arcologie géante âgée de sept siècles qui domine le centre de Kuhmo, sa ville natale. » et en partie dans l'arcologie elle-même.
L'arcologie est également au centre du roman Water Knife de Paolo Bacigalupi dans lequel le Sud-Ouest des États-Unis est frappé d'une sécheresse endémique à la suite du dérèglement du climat et où seules les résidences construites selon les principes de l'arcologie permettent de continuer à jouir des conditions des régions tempérées.
Dans le roman Rendez-vous à la Grande Porte de Frederik Pohl on fait référence au peuple du voilier, une espèce technologiquement évoluée qui habite dans des arcologies, et qui se déplace dans l'espace, à bord de vaisseaux équipés de voiles solaires.
Dans Final Fantasy VII, la ville de Midgar qui est une grande ville fortifiée construite dans un bâtiment peut être assimilée à une sorte d'arcologie. Il est également possible de bâtir des arcologies dans les jeux vidéo SimCity 2000, SimCity (2013) et  Civilization: Call to Power, avec le mod Next War de l'extension Beyond the sword. Dans Deus ex. : Invisible War, qui se déroule vers 2072, le joueur évolue à un moment donné dans une arcologie pyramidale située au Caire.
Dans Forge of Empires, l'arcologie est le principal bâtiment résidentiel de l'ère du Futur. Il est le plus coûteux mais aussi le plus producteur de toutes les habitations de cette époque.
Dans l'univers de Warhammer 40,000, les arcologies sont aussi présentes, particulièrement dans la série de l'Hérésie d'Horus. Le roman La Bataille de Calth les présente comme de vastes complexes souterrains, accessibles par un fort en surface. L'idée rompt donc avec le concept classique d'architecture verticale extérieure, mais maintient l'idée d'efficacité maximale.
Dans le jeu vidéo Destiny, l'arcologie du nouveau pacifique est une destination sur Titan. Elle est présentée en ruine dans un océan de méthane liquide. L'histoire précise que l'humanité, dans une époque appelée âge d'or, a créé ces colonies sur la base de visions utopiques qui n'ont pas abouti.